# Clyde Lombardi

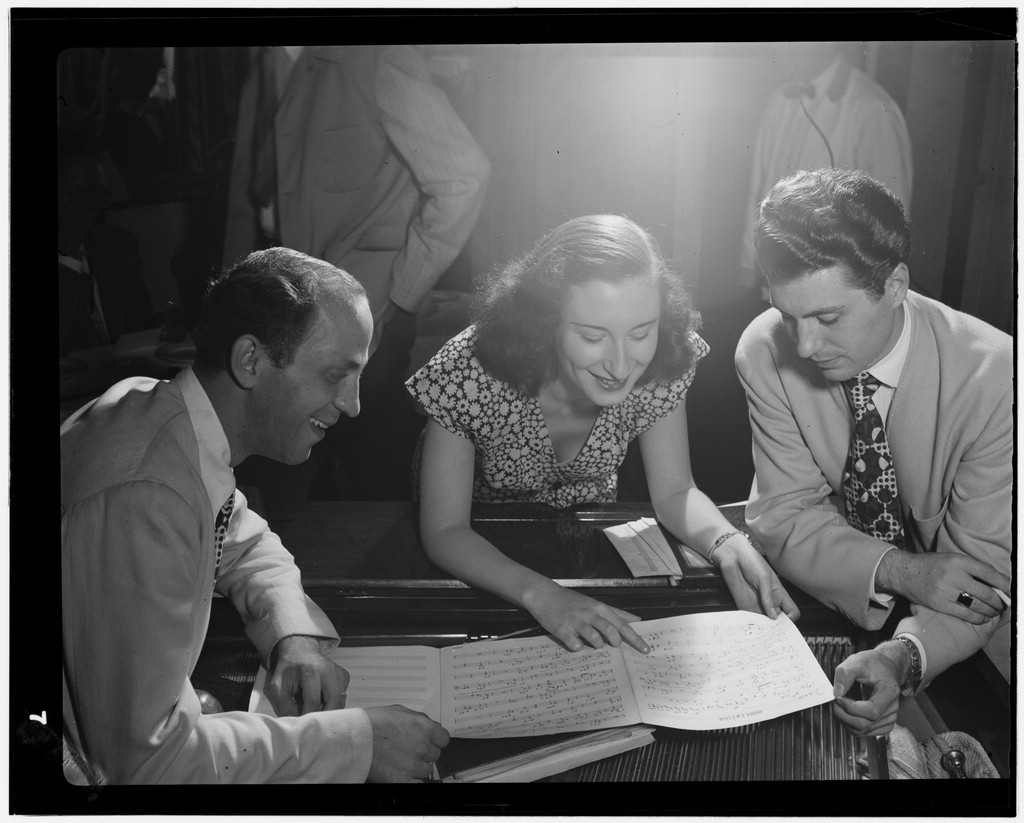
Clyde Lombardi (links), Barbara Carroll, Chuck Wayne. Downbeat, NYC, ca. sept 1947. Foto: William P. Gottlieb.

Claudio 'Clyde' Lombardi (New York, 28 maart 1922 - aldaar, 1 januari 1978) was een Amerikaanse contrabassist in de jazz.

## Biografie
Lombardi werd klassiek gevormd, maar begon rond zijn twintigste een loopbaan in de jazz. Van 1942 tot 1945 speelde hij met Red Norvo en Joe Marsala en in 1945 was hij actief in het orkest van Boyd Raeburn. Hij speelde tevens bij Benny Goodman, in diens orkest (1945/1946) en in het kleinere combo, waarmee Goodman in 1948/49 bebop speelde. In die jaren speelde hij ook mee op opnames van Charlie Ventura (1946), Lennie Tristano, Beryl Booker, Wardell Gray, Stan Getz/Al Haig (1948), Slim Gaillard, Lenny Hambro, Stan Hasselgård, Hal McKusick, Flip Phillips, Specs Powell, Aaron Sachs, Zoot Sims, Chuck Wayne/Barbara Carroll, Eddie Bert/J. R. Monterose, Tal Farlow (1953) en George Wallington. Lombardi werkte vanaf 1959 voor CBS als studiomusicus, daarnaast speelde hij af en toe mee op jazz-sessies. In 1975 maakte hij opnames met tenorsaxofonist Tony Graye.

## Discografie (selectie)
- Eddie Bert: Encore (OJC, 1955)
- Ralph Burns: Bijou (OJC, 1955)
- Slim Gaillard: Laughing in Rhythm (Verve, 1947-54); Opera in Vout (Verve, 1947-52)
- Zoot Sims: Quartets (OJC, 1950/51)
- Lennie Tristano: The Complete Lennie Tristano (Mercury, 1946/47)

## Weblinks
- Biografie door Scott Yanow, discografie, credits, op AllMusic

- Bibliothèque nationale de France: cb139381766 (data)
- Gemeinsame Normdatei: 134853814
- International Standard Name Identifier: 0000 0000 5515 6417
- Library of Congress Control Number: n94068955
- MusicBrainz: 9af867e1-cbdd-41b2-89ec-98f56e8ff31b
- Nationale Bibliotheek van Israël: 987007349490505171
- Virtual International Authority File: 7578358
- WorldCat: E39PBJvCKdcJVvJpXQvPbqGmBP